# Maurizio De Giovanni
Maurizio de Giovanni (Nàpols, 1958) és un escriptor italià que ha passat a la primera plana de l'actualitat literària per les seves novel·les protagonitzades pel comissari Ricciardi. Maurizio de Giovanni viu i treballa a Nàpols.
Feia d'empleat de banca quan, als 50 anys, es va apuntar a un curs de creació literària. Els seus companys van enviar un dels seus relats al concurs literari Tiro Rapido, patrocinat per Porsche i celebrat al Gran Café Gambrinus de Nàpols. El seu treball ambientat al Nàpols feixista dels anys trenta, amb un comissari com a protagonista, resulta guanyador.
És aquest relat el que li servirà de base per a la novel·la L'hivern del comissari Ricciardi, la primera d'una sèrie de cinc: l'hivern, la primavera, l'estiu, la tardor i El Nadal. El seu protagonista, el jove comissari Ricciardi, és un noble que abandona la seva notable posició per dedicar-se a l'ofici d'investigador sota l'aparença d'un discret i taciturn comissari de policia. Aquest canvi de vida està justificat per un do sobrenatural: en veure una persona morta pot escoltar les darreres paraules que ha pronunciat. D'aquesta manera troba cadàvers que li demanen ajuda per fer justícia identificant els seus assassins.

## Obres
- El método del cocodrilo. Barcelona: Random House Mondadori, 2014
- Con mis propias manos. Barcelona: Lumes, 2014
- El verano del comisario Ricciardi. Barcelona: Lumen, 2013
- El Nadal del comissari Ricciardi. Barcelona: La Campana, 2013
- La primavera del comissari Ricciardi. Barcelona: La Campana, 2012
- La tardor del comissari Ricciardi. Barcelona: La Campana, 2012
- L'hivern del comissari Ricciardi. Barcelona: La Campana, 2011

## Premis
- Corpi Freddi Award 2010 a la millor novel·la (La tardor del comissari Ricciardi)
- Premi Camaiore de Novel·la Policíaca 2011